# Хичкок, Кен
Кеннет С. Хичкок (англ. Kenneth S. Hitchcock; род. 17 декабря 1951, Эдмонтон) — хоккейный тренер, работавший с рядом команд Национальной хоккейной лиги, среди которых «Даллас Старз», «Филадельфия Флайерз», «Коламбус Блю Джекетс», «Сент-Луис Блюз» и «Эдмонтон Ойлерз». Также на протяжении десятка лет работал в WHL и IHL. В 1999 году привел «Даллас» к Кубку Стэнли.
За прививаемый своим командам хитрый стиль, основанный на выстраивании «защитных ловушек», получил прозвище «Уловка» (Hitch — производное от фамилии).

## Начало карьеры
Кен Хичкок родился в Эдмонтоне (Алберта, Канада) 17 декабря 1951 года. В молодости он играл в хоккей, но достаточно быстро понял, что ему намного больше удается не играть, но организовывать игру и мотивировать игроков. Это привело его к тренерской карьеры — поначалу в детских лигах. Хичкок принял команду «Шервуд Парк Чейн Гэнг» (Банда из Шервуд Парк), базировавшуюся в пригороде Эдмонтона, и вместе с ней добился серьёзных результатов. Из 644 игр, проведенных с этой командой, он победил в 575. При этом в свободное время Хичкок также преподавал основы хоккея девочкам в местной хоккейной школе.
В 1984 году на талантливого тренера обратили внимание Гэри Купер и Колин Дэй, владельцы команды «Камлупс Блэйзерс» из Западной Хоккейной Лиги — одной из самых престижных молодёжных лиг Канады. Команда только что выиграла первенство лиги, но решила пригласить нового тренера.
Приход Хичкока сказался на команде благоприятно. За время работы с «Блэйзерс» Хичкок пять раз приводил команду к победе в своем дивизионе, дважды — к чемпионству в лиге (в сезонах 1985-86 и 1989—1990). В оба своих чемпионских года Хичкок выигрывал премию «Тренер года» в WHL. Дважды команда Хичкока принимала участие в Мемориальном кубке, однако оба раза не проходила дальше полуфинала. За свою карьеру в «Камлупс» Хичкок провел 431 матч, в которых одержал 291 победу. Это является вторым результатом в истории WHL.
В «Камлупс» Хичкок работал с такими будущими звездами НХЛ и обладателями Кубка Стэнли как Скотт Нидермайер, Марк Рекки, Дэррил Сидор.
С Сидором Хичкок позже поработал во время профессиональной карьеры в «Даллас Старз» (выиграл Кубок Стэнли в 1999 году), а вот Нидермайер играл в «Нью-Джерси Девилз» — в команде, которая в 2000 году лишила «Старз» возможности выиграть второй трофей, обыграв Хичкока и «Звезд» в финале.

## Молодёжная сборная Канады
В 1990 году Хичкока пригласили в молодёжную сборную Канады. В команде играли такие будущие звезды НХЛ, как вратари Тревор Кидд и Стефан Фисе, нападающие Майк Риччи, Скотт Пеллерин, Крис Дрэйпер, Эрик Линдрос, а главной звездой был подопечный Хичкока по «Камлупс» Эрик Чижовски, которому в будущем карьера в НХЛ не удалась. Команда выиграла чемпионат благодаря тому, что сборная СССР (которую, кстати, канадцы ранее обыграли) в завершающем туре сыграла вничью со сборной Швеции (которой канадцы ранее проиграли, и которая в остальном турнир провалила, заняв лишь пятое место) и позволила сборной Канады себя догнать. По личной встрече преимущество и золотые медали получила сборная Канады.

## НХЛ
В том же 1990 году Хичкока пригласили в НХЛ на должность помощника главного тренера в «Филадельфию Флайерз». Проработав там три сезона, Хичкок перебрался в Мичиган, где стал тренировать фарм-клуб «Даллас Старз» из Интернациональной Хоккейной Лиги (IHL) — «Каламазу Уингз» (в сезоне 1995-96 команда называлась «Мичиган К-Уингз»).
Дважды «Уингз» приходили к финишу сезона пятыми, а в середине третьего сезона, 8 января 1996 года Хичкока пригласили в главную команду, где он сменил Боба Гейни, сосредоточившегося на работе генеральным менеджером.

### Даллас Старз
В свой первый полноценный сезон с «Далласом» Хичкок стал первым в Центральном Дивизионе (команда набрала на 45 очков больше, чем годом ранее), выйдя в плей-офф, где последовало поражение в 1-м раунде от «Эдмонтон Ойлерз». Тем не менее, именно в сезоне 1996—1997 команду пополнили необходимые для чемпионства игроки-ветераны — Бенуа Хог, Дэйв Рид и Пэт Вербик. Свой шанс реализовать себя получили молодые звезды Джэми Лангенбрюннер и Йере Лехтинен.
Во втором сезоне Даллас выступил ещё успешнее, заработав первое место не только в дивизионе, но и во всем чемпионате, и завоевав Президентский Кубок. В Кубке Стэнли команда дошла до полуфинала, проиграв будущему обладателю трофея, «Детройт Ред Уингз». Во многом, это было обусловлено тем, что команда практически до совершенства освоила оборонительный хоккей, одним из апологетов которого являлся Хичкок. Главный же залог успешной игры был сделан перед началом того сезона, когда команду пополнил вратарь Эдди Белфор. Также перед началом сезона в команду вернулся один из будущих основных защитников команды Шон Чамберс, а в ходе сезона были приобретены опытнейшие форварды оборонительного плана Майк Кин и Брайан Скрудланд. А сам Хичкок получил и персональное признание, став тренером одной из команд Матча всех звезд НХЛ. В данном качестве он выступит ещё дважды. В том сезоне тяжелую травму колена получил лидер команды Майк Модано, успешно исполнявший в схемах Хичкока роль и одного из лидеров атаки, и отличного форварда оборонительного плана. Великолепно начавший сезон Модано, шедший в лидерах бомбардирской гонки, после силового приёма Брайана Марчмента из «Сан Хосе Шаркс» пропустил почти 30 игр.
Сезон 1998—1999 стал самым успешным в истории «Далласа». Ближайший преследователь в дивизионе отстал на 24 очка («Финикс»), в конференции — на 16 («Колорадо»), в лиге — на 9 («Нью Джерси»). Команда добилась 51 победы (процент набранных очков — 69,5 %). В Кубке Стэнли «Даллас» снова встретился с «Эдмонтоном» (в конце 90-х эти две команды пересекались практически ежегодно несколько лет подряд), который был обыгран в серии со счётом 4-0. В четвертьфинале «Старз» победили «Сент-Луис Блюз», а в полуфинале «Даллас» одолел «Колорадо Эвеланш». В финале «Старз» встретились с «Баффало Сэйбрз» — командой, в которой главной звездой был голкипер Доминик Гашек. Именно успешная игра Гашека позволила «Баффало» дойти до шестого матча. Тот матч затянулся на три овертайма, в котором победу в игре, а также в серии и в Кубке Стэнли «Далласу» принес Бретт Халл.
В сезоне 1999—2000 повторить успех не удалось. Команда снова успешно выступила в регулярном сезоне, выиграв дивизион и заняв второе место на Западе, снова дошла до финала, где в шести встречах уступила «Нью-Джерси Девилз».
Сезон 2000—2001 стал неудачным, поскольку команда, выйдя в плей-офф, вылетела во втором раунде. К этому сезону Хичкок имел в своем активе пять подряд побед в дивизионе (дважды в Центральном, а затем в Тихоокеанском). В середине сезона 2001—2002 Хичкок был уволен из команды после того, как по итогам 50 игр команда набрала лишь 52 очка, занимая 4-е место в дивизионе. В команде накопилась серия конфликтов, которые не удавалось быстро погасить. Так в январе 2001 года команду по причине конфликта с Хичкоком покинул вратарь Эд Бельфор. В результате и сам Кен покинул команду.

### Филадельфия Флайерз
Уже перед началом следующего сезона Хичкок был приглашен в команду, которую покинул 10 лет назад — в «Филадельфию Флайерз». Но на этот раз он стал не ассистентом, а главным тренером. До прихода Кена генеральный менеджер «Флайерз» Бобби Кларк уволил пятерых тренеров за пять сезонов. Но Хичкок смог навести дисциплину в команде, что позволило «Филли» выйти в плей-офф, где команда добралась до полуфинала конференции, уступив там в шести матчах «Оттаве». При Хичкоке команда пополнилась рядом талантливых игроков оборонительного характера — в команду пришли Клод Лапуан, Сами Капанен, Михал Гандзуш, Дмитрий Юшкевич.
Следующий сезон «Флайерз», несмотря на начавшуюся перестройку, провели успешнее, выиграв дивизион. Команда дошла до полуфинала Кубка Стэнли, где в семи встречах уступила будущему чемпиону «Тампе-Бэй Лайтнинг».
Сезон 2004—2005 был пропущен из-за локаута. Хичкок в том году отработал несколько недель ассистентом главного тренера школьной команды из городка Принстон (Нью Джерси).
Перед сезоном 2005—2006 команда заметно обновилась. Её пополнили такие звезды как Петер Форсберг, Майк Кнубл, вернулся Крис Терьен. Хичкок продлил соглашение с «Флайерз» ещё на год, а также настоял на приглашении в команду его старого подопечного Дериана Хэтчера. В ходе сезона «Флайерз» покинули такие звезды как Джереми Рёник, Даниил Марков, Патрик Шарп, Алексей Жамнов, Джон Леклер, Тони Амонте. Сезон команда прошла средне, набрав 101 очко, чего хватило лишь для пятого места в конференции. В результате в первом же раунде Кубка Стэнли команда уступила «Баффало Сэйбрз»
Перед началом сезона 2006—2007 Хичкок подписал с «Летчиками» новый трёхлетний контракт. В первых 8 играх команда одержала лишь одну победу, что стало худшим стартом за 15 лет. В 8-й игре последовало поражение от «Баффало» со счетом 1-9,после чего Хичкок был уволен. Его место временно занял генеральный менеджер Бобби Кларк.
1 ноября Хичкоку предложили продолжить работу в команде в роли скаута. Но уже через несколько недель он принял предложение «Коламбус Блю Джекетс», пригласившего его на должность главного тренера.

### Коламбус Блю Джекетс
22 ноября Хичкок подписал 3-летний контракт с командой. Первая же игра состоялась против «Филадельфии». «Флайерз», неудачно игравшие в том сезоне, тем не менее, смогли одержать победу со счетом 3-2. По итогам сезона «Коламбус» не смог пробиться в плей-офф
Сезон 2007—2008 также оказался неудачным. «Коламбус» отстал от зоны плей-офф на 11 очков и снова не попал в Кубок Стэнли.
В рамках неудачного сезона Хичкок вошёл в список 20 тренеров в истории лиги, кому покорилась отметка в 900 матчей. Случилось это в матче, проигранном «Сент-Луису» со счетом 0:3.
9 июля 2008 года Хичкок переподписал соглашение с командой ещё на три года.
В следующем сезоне Хичкок смог войти с командой в историю. «Коламбус» снова занял 4-е место в дивизионе, но 92 очков, набранных командой хватило для седьмого места в Западной конференции. В ходе сезона, Хичкок одержал 500-ю победу в карьере — это случилось в Торонто 19 февраля. В первом раунде Кубка Стэнли «Коламбус» проиграл действующему чемпиону «Детройту», который потом дойдет до финала.
В следующем сезоне Хичкок стал 16-м тренером в истории НХЛ, проведшим в НХЛ 1000 матчей. По итогам 58 игр в активе команды были лишь 55 очков и шансы на Кубок Стэнли были низки — команда занимала 14-е место. 3 февраля 2010 года Хичкок был уволен — в третий раз в своей карьере. На данном посту его сменил бывший помощник Клод Ноэль.

### Сент-Луис Блюз
Проведя примерно два года без работы, Хичкок вернулся в НХЛ 6 ноября 2011 года, подписав контракт с «Сент-Луис Блюз» на 2 сезона. Команда, набравшая в первых 13 играх лишь 12 очков, после прихода Хичкока преобразилась. В первый же свой год работы с «Блюз» Хичкок привел команду к победе в дивизионе, обойдя «Детройт» и «Чикаго». Также набранных 109 очков хватило для второго места в Западной конференции. В 1-м раунде плей-офф «Блюз» уверенно прошли «Сан-Хосе Шаркс», что стало первой победой «Сент-Луиса» в Кубке Стэнли с 2002 года. Однако во втором раунде «Блюз» были остановлены будущими чемпионами «Лос-Анджелес Кингз», которые не отдали «Блюз» ни одной игры.
По итогам сезона Хичкок получил Приз Джека Адамса, которым награждают лучшего тренера года.
Перед началом следующего сезона Хичкок продлил контракт с «Блюз» по системе 1+1.
Сокращённый из-за очередного локаута сезон 2013 года «Сент-Луис» провел неплохо. Команда вышла в плей-офф, заняв четвёртое место в конференции. 16 апреля Хичкок одержал 600-ю победу в своей карьере (над «Ванкувером»). До Кена это удавалось лишь 11 тренерам. Причем из них лишь двое имеют более высокий процент набранных очков. Противниками «Блюз» в плей-офф снова стали «Короли» из Лос Анджелеса. Одержав две победы в первых двух матчах, «Блюз» после этого уступили четыре раза подряд и вылетели из розыгрыша Кубка Стэнли.
В сезоне 2013/2014 «Блюз» набрали 111 очков и на одно очко отстали от победителя Центрального дивизиона «Колорадо Эвеланш». В 1-м раунде плей-офф «Сент-Луис» встретился с «Чикаго» которому уступил в шести матчах. Через год ситуация повторилась. «Сент-Луис» высоко квалифицировался в плей-офф, став чемпионом дивизиона, но снова уступил в первом раунде в шести матчах. На этот раз «Миннесоте», которая пробилась в плей-офф благодаря уайлд-кард.
По итогам регулярного чемпионата сезона 2015/2016 «Блюз» заняли 2-е место в своём дивизионе и в четвертьфинале западной конференции встретились с «Чикаго Блэкхокс». После четырёх матчей «блюзмены» вели в серии со счётом 3—1, однако «Чикаго» смог выиграть следующие две встречи и довести серию до решающего матча, в котором победили «Блюз» и впервые с 2011 года смогли пройти рубеж первого раунда. Далее «Сент-Луис» также в семи матчах обыграл чемпиона Тихоокеанского дивизиона «Даллас Старз», однако в финале Западной конференции проиграл в шести матчах «Сан-Хосе». 31 мая 2016 года Хичкок продлил контракт с «Сент-Луис Блюз» на один год, а также объявил что сезон 2016/2017 станет последним в его тренерской карьере. Однако из-за неудовлетворительных результатов команды, 1 февраля 2017 года был уволен с поста главного тренера.

### Возвращение в Даллас Старз
13 апреля 2017 года руководство «Далласа» объявило о назначении Кена Хичкока на пост главного тренера. По итогам сезона «Даллас» занял 10-е место в Западной конференции и не смог попасть в плей-офф. 13 апреля 2018 года Кен Хичкок объявил о завершении тренерской карьеры.

### Эдмонтон Ойлерз
20 ноября 2018 года был назначен на пост главного тренера клуба «Эдмонтон Ойлерз».

### Признание и наследие
В 2023-м году Хичкок был включён в Зал хоккейной славы.

## Сборная Канады
Дважды Кен Хичкок возглавлял сборную Канады на Чемпионатах мира. Кроме того на Кубке мира 2004 он выступил ассистентом главного тренера Пэт Куинн. Также входил в тренерский штаб сборной Канады на Олимпиаде 2010 в Ванкувере.

### Чемпионат мира 2008 года
Кен Хичкок возглавлял сборную Канады на домашнем чемпионате мира 2008 года. Предварительный и квалификационный этапы Канада прошла без потерь очков и с первого места в группе вышла в плей-офф. В четвертьфинале крупно была обыграна сборная Норвегии со счётом 8:2. В полуфинале, в упорном матче, Канада взяла верх над Швецией — 5:4.
В финале канадцев ожидала сборная России, с которой ранее никогда не встречались в финалах.
Сборная России открыла счет уже на первой минуте встрече — отличился Александр Семин. Канадцы уже в первом периоде ответили тремя забитыми голами. Семин в начале второго периода отквитал один гол, но на экваторе встречи Дэни Хитли забил четвёртый гол. Алексей Терещенко забил третий гол сборной России на исходе 9-й минуты третьего периода. А за пять минут до конца основного времени матча, Илья Ковальчук забил гол, сравняв счет и переведя встречу в овертайм, на третьей минуте которого, всё тот же Ковальчук принес победу сборной России реализовав удаление подопечного Хичкока по «Коламбусу» Рика Нэша..

### Чемпионат мира 2011 года
Вторым турниром в качестве главного тренера сборной стал Чемпионат мира 2011. В первом групповом раунде Канада победила французов и белорусов, а также — в овертайме — швейцарцев. Такой же график последовал и во втором групповом раунде: победы над США, Норвегией и Швецией. Сборная Канады выиграла групповой турнир, но в четвертьфинале попала на сборную России.. Канада вела в счёте до середины третьего периода, но затем за три минуты Алексей Кайгородов и снова Илья Ковальчук принесли победу россиянам.

## Статистика Кена Хичкока
Статистика в НХЛ
| Команда     | Год       | Регулярный сезон | Регулярный сезон | Регулярный сезон | Регулярный сезон | Регулярный сезон | Регулярный сезон | Регулярный сезон | Кубок Стэнли                        |
| Команда     | Год       | И                | В                | П                | Н                | ПО               | О                | Место            | Результат                           |
| ----------- | --------- | ---------------- | ---------------- | ---------------- | ---------------- | ---------------- | ---------------- | ---------------- | ----------------------------------- |
| Даллас      | 1995-96   | 43               | 15               | 23               | 5                | -                | (66)             | 11 (Зап)         | —                                   |
| Даллас      | 1996-97   | 82               | 48               | 26               | 8                | -                | 104              | 2 (Зап)          | Поражение в 1-м раунде              |
| Даллас      | 1997-98   | 82               | 49               | 22               | 11               | -                | 109              | 1 (Зап)          | Поражение в финале конференции      |
| Даллас      | 1998-99   | 82               | 51               | 19               | 12               | -                | 114              | 1 (Зап)          | Победа в финале Кубка Стэнли        |
| Даллас      | 1999-2000 | 82               | 43               | 23               | 10               | 6                | 102              | 2 (Зап)          | Поражение в финале Кубка Стэнли     |
| Даллас      | 2000-01   | 82               | 48               | 24               | 8                | 2                | 106              | 3 (Зап)          | Поражение в 1-м раунде              |
| Даллас      | 2001-02   | 50               | 23               | 17               | 6                | 4                | (90)             | (уволен)         | —                                   |
| Филадельфия | 2002-03   | 82               | 45               | 20               | 13               | 4                | 107              | 4 (Вос)          | Поражение во 2-м раунде             |
| Филадельфия | 2003-04   | 82               | 40               | 21               | 15               | 6                | 101              | 3 (Вос)          | Поражение в полуфинале Кубка Стэнли |
| Филадельфия | 2005-06   | 82               | 45               | 26               | -                | 11               | 101              | 5 (Вос)          | Поражение в 1-м раунде              |
| Филадельфия | 2006-07   | 8                | 1                | 6                | -                | 1                | (56)             | (уволен)         | —                                   |
| Коламбус    | 2006-07   | 62               | 28               | 29               | -                | 5                | (73)             | 11 (Зап)         | —                                   |
| Коламбус    | 2007-08   | 82               | 34               | 36               | -                | 12               | 80               | 13 (Зап)         | —                                   |
| Коламбус    | 2008-09   | 82               | 41               | 31               | -                | 10               | 92               | 7 (Зап)          | Поражение в 1-м раунде              |
| Коламбус    | 2009-10   | 58               | 22               | 27               | -                | 9                | 55               | (уволен)         | —                                   |
| Сент-Луис   | 2011-12   | 69               | 43               | 15               | -                | 11               | 97               | 2 (Зап)          | Поражение во 2-м раунде             |
| Сент-Луис   | 2012-13   | 48               | 29               | 17               | -                | 2                | 60               | 2 (Зап)          | Поражение в 1-м раунде              |
| Сент-Луис   | 2013-14   | 82               | 52               | 23               | -                | 7                | 111              | 2 (Зап)          | Поражение в 1-м раунде              |
| Сент-Луис   | 2014-15   | 82               | 51               | 24               | -                | 7                | 109              | 2 (Зап)          | Поражение в 1-м раунде              |
| Сент-Луис   | 2015-16   | 82               | 49               | 24               | -                | 9                | 105              | 2 (Зап)          | Поражение в 3-м раунде              |
| Сент-Луис   | 2016-17   | 50               | 24               | 21               | -                | 5                | 53               | (уволен)         | —                                   |
| Даллас      | 2017-18   | 82               | 42               | 32               | -                | 8                | 92               | 10 (Зап)         | —                                   |
| Всего       | Всего     | 1,536            | 823              | 506              | 88               | 119              | 1855             |                  |                                     |

Международные соревнования
| Команда        | Турнир  | Групповой этап | Групповой этап | Групповой этап | Групповой этап | Групповой этап | Групповой этап | Групповой этап | Плей-офф           |
| Команда        | Турнир  | И              | В              | ВО             | П              | ПО             | О              | Место          | Результат          |
| -------------- | ------- | -------------- | -------------- | -------------- | -------------- | -------------- | -------------- | -------------- | ------------------ |
| Сборная Канады | ЧМ 2008 | 6              | 6              | -              | 0              | -              | 18             | 1              | Поражение в финале |
| Сборная Канады | ЧМ 2011 | 6              | 4              | 2              | 0              | -              | 16             | 1              | Поражение в 1/4    |
| Всего          | Всего   | 12             | 10             | 2              | 0              | -              | 16             |                |                    |